# Лихачёв, Виктор Иванович
Ви́ктор Ива́нович Лихачёв (4 мая 1914, Клин — 2010, Москва) — российский дипломат, политик, государственный деятель. В 1978—1981 годах заместитель министра иностранных дел СССР.

## Биография
- Окончил химический факультет МГУ в 1941 году.

## Дипломатическая карьера
- В 1942—1944 годах — сотрудник центрального аппарата НКИД СССР.
- В 1944—1945 годах — консул СССР в Ланьчжоу (Китай).
- В 1945—1952 годах — на ответственной работе в центральном аппарате МИД СССР.
- В 1952—1957 годах — советник посольства СССР в Китае.
- В 1957—1958 годах — на ответственной работе в центральном аппарате МИД СССР.
- В 1958—1961 годах — заведующий отделом Юго-Восточной Азии МИД СССР.
- В 1961—1967 годах — заведующий отделом Южной Азии МИД СССР.
- В 1967—1970 годах — заведующий Дальневосточным отделом, член Коллегии МИД СССР.
- С 2 октября 1970 по 19 апреля 1975 года — чрезвычайный и полномочный посол СССР в Венесуэле.
- В 1975—1976 годах — на ответственной работе в центральном аппарате МИД СССР.
- В 1976—1979 годах — представитель СССР в Комитете по разоружению в Женеве.
- В 1979—1981 годах — заместитель министра иностранных дел СССР.

Могила Лихачёва на Николо-Архангельском кладбище Москвы.

- С 1981 года — в отставке.

## Награды
- Орден Ленина (22 мая 1981)
- Орден Трудового Красного Знамени (22 октября 1971[1]; 22 апреля 1975)
- Орден «Знак Почёта» (5 ноября 1945)

## Дипломатический ранг
- Чрезвычайный и полномочный посол